# Resolução 256 do Conselho de Segurança das Nações Unidas
A Resolução 256 do Conselho de Segurança das Nações Unidas aprovada por unanimidade em 16 de agosto de 1968, depois que dois ataques aéreos contra a Jordânia lançados por Israel, o Conselho declarou que graves violações do cessar-fogo que não podem ser toleradas. O Conselho deplorou a perda de vidas e os pesados danos à propriedade e condenou os novos ataques militares lançados por Israel como violações flagrantes da Carta das Nações Unidas, advertindo que, se tais ataques fossem repetidos, o Conselho teria devidamente em conta o não cumprimento das leis presente na resolução.